# António Vieira
António Vieira (Lisboa, 6 de febrer de 1608 - Bahia, 18 de juliol de 1697) va ser un escriptor, músic, capellà i orador portuguès de la Companyia de Jesús. Professà en l'Orde Trinitari el 1644, en el convent dels quals morí el 1697.
Va escriure moltes obres del gènere religiós (misses, motets, salms, himnes, etc.) i diverses obres per a orgue.

## Bibliografia

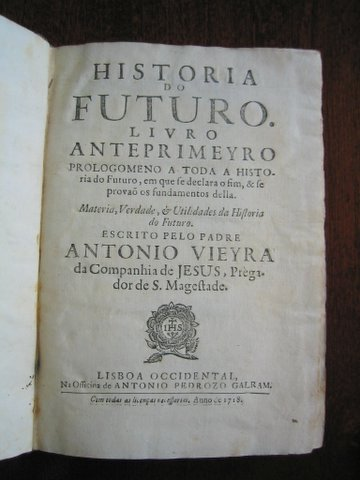
História do Futuro, António Vieira, (Lisbona, 1718)